# Универзитет у Келну
Универзитет у Келну се налази у Немачкој, основан 1388. (затим затворен 1798.) и поново отворен 1919. Био је четврти најстарији универзитет у Светом римском царству; уставну повељу потписао је Папа Урбан VI.

## Историја и развој

### Стари универзитет
→ Главни чланак: Универзитет студио Келн
Универзитет у Келну је основан 21. маја 1388. године као четврти универзитет у Светом римском царству након Карлова универзитета у Прагу (1348), Универзитета у Бечу (1365) и Универзитета „Рупрехт-Карл“ из Хајделберга (1386). Иницијатива за ово није потекла од цара или принца, као што то обично бива, већ од Савета Слободног царског града Келна, који је такође преузео трошкове наставе и надао се великим предностима за ревитализацију града. Оснивачку повељу потписан је у Перуђи и сачинио папа Урбан VI. Предавања су започела 6. јануара 1389. Колеџ је дуго био један од великих универзитета у царству.
Пошто су Французи окупирали Рајнланд. Келнски универзитет је затворен 28. априла 1798. након што су ректор Фердинанд Франц Валраф и сви професори одбили да положе заклетву Првој француској републици, објашњавајући то потребом да се очува независност универзитета. Међутим, 1799. године Валраф се заклео на верност Француској и постављен је за наставника такозване „Централне школе“, наследника затвореног универзитета. У овом послу успео је да се сакрије од Француза и тако спаси многа уметничка дела. Већина његове колекције налази се у музеју Валраф Рихарт.
Пруска се одриче 1818. године вратити универзитет, у корист суседног Универзитета у Бону. Тако је град Келн остао без универзитета више од сто година.

### Нови универзитет
Током 19. века покушаји града и његових грађана да оснују нови универзитет нису успели. 1919. године, придобијена је пруска државна влада. Градски универзитет је поново успостављен резолуцијом Градског већа Келна. Дана 29. маја 1919. године тадашњи градоначелник Конрад Аденауер потписао је државни уговор са пруском.
Лондонски Тајмс скептично је извештавао о церемонији отварања Гирзених фест хале, 12. јуна 1919. године, где су говорили Аденауер, два професора и подсекретар Министарства просвете:
„Сви говорници тад су се сложили да се Немачка може обновити само духовном или интелектуалном, али не и физичком енергијом. Градоначелник је рекао да је моћ Немачке сломљена, и у ове тмурне сате, са непријатељем у средини, људи Келна могли су да гледају у будућност само са надом да ће доћи до духовног напретка. Још један говор је поновио жељу да Келн остане део Немачке и Пруске. Публика је аплаудирала, али се није могло видети да је то била већина“.
Универзитет је произашао из Трговачког универзитета у Келну, основаног 1. маја 1901. године, Универзитет за локалну и социјалну управу од 1912. године и прве Немачке академије за практичну медицину из 1904. године, који су преузети као Факултет за економију и друштвене науке и медицински факултет. Кристијан Екерт, је до тада био на челу комерцијалног колеџа, изабран је за првог ректора. Универзитет је био у зградама подигнутим за комерцијални колеџ до 26. октобра 1907. у Ромерпарку, (који сада користи Технички универзитет у Келну) од 1919. до 1934. (познат и као Алте Универзитет). Правни факултет је додат 9. јануара 1920, а Филозофски факултет 3. маја 1920, од којег се Математички и природни факултет одвојио 1955. године. Због великог броја студената, камен темељац за главну зграду новог универзитета положен је 26. октобра 1929, универзитет је био у Ромерпарку до 1. октобра 1934, а затим се уселио у нову зграду коју је саградио Адолф Абел, а свечано је отворена 5. априла 1935.

## Универзитет данас

### Организација
- Ректорат се састоји од шест ректора председавајућег (Акел Фрајмут) и пет проректора. Ректор је председавајући ректората и сената. Ректора бира универзитетско веће; први мандат траје најмање шест година, а даљи мандат најмање четири године.[3]
- Канцелара (Михајел Штикрадт).[4]

Универзитет је подељен на следећих шест факултета:
| Факултет                                | Студенти | година оснивања |
| Факултет за економију и друштвене науке | 8.718    | 1919            |
| Медицински факултет                     | 3.178    | 1919            |
| Правни факултет                         | 4.520    | 1920            |
| Филозофски факултет                     | 13.723   | 1920            |
| Математички факултет                    | 11.012   | 1955            |
| Факултет хуманистичких наука            | 7.557    | 2007            |
| укупно                                  | 48.708   |                 |

ВС 2013/14, према кратким статистикама универзитета (од априла 2014.), главни и средњи студенти, искључујући докторанте, укључујући и краткотрајне студенте.
Реорганизација факултета формално је спроведена 1. јануара 2007. године успостављањем одговарајућих тела. 2010. године основан је Центар за обуку наставника, који је добио широке компетенције у организацији и координацији курсева за наставнике током реструктурирања обуке учитеља у Северној Рајни-Вестфалији.

## Академска репутација
Универзитет у Келну има истакнуто место на међународним ранг листама. У 2014., он је постављен између 151. и 200. места у Aкадемском рангирању универзитета у свету, од Цао Тун Универзитета. Такође је рангиран у 25 најбољих универзитета током 400 година.